# 塞舌尔国徽
塞舌爾國徽的中心圖案為一面盾徽，上繪椰子樹，其下有一隻當地特有的亞達伯拉象龜。海上有帆船和一小島。盾上方有花冠、頭盔、波紋冠和白燕鷗。盾側有劍魚守護。綬帶上以拉丁文書上國家格言「事竟功成」。
- 1903-1961
- 1961-1976
- 1976-1996
- 1996-